# 入侵红火蚁
入侵紅火蟻（簡寫），簡稱紅火蟻或火蟻（英語：fire ant），為農業及醫學害虫，源自於南美洲巴拉那河流域（包括巴西、巴拉圭與阿根廷）。國際自然保護聯盟物種存續委員會的入侵物種專家小組（ISSG）將入侵紅火蟻列為世界百大外來入侵種。澳洲国家生物安全委员会亦將其列為七大入侵螞蟻之一。

## 語源學
紅火蟻種小名源自於拉丁文，意思是“無敵的”、“未被征服的”。屬名來自古希臘語，意思是“臉”或“容貌”。之所以叫做“火蟻”是因為人類被它螫傷之後會有火燒般的痛感。

## 生物學

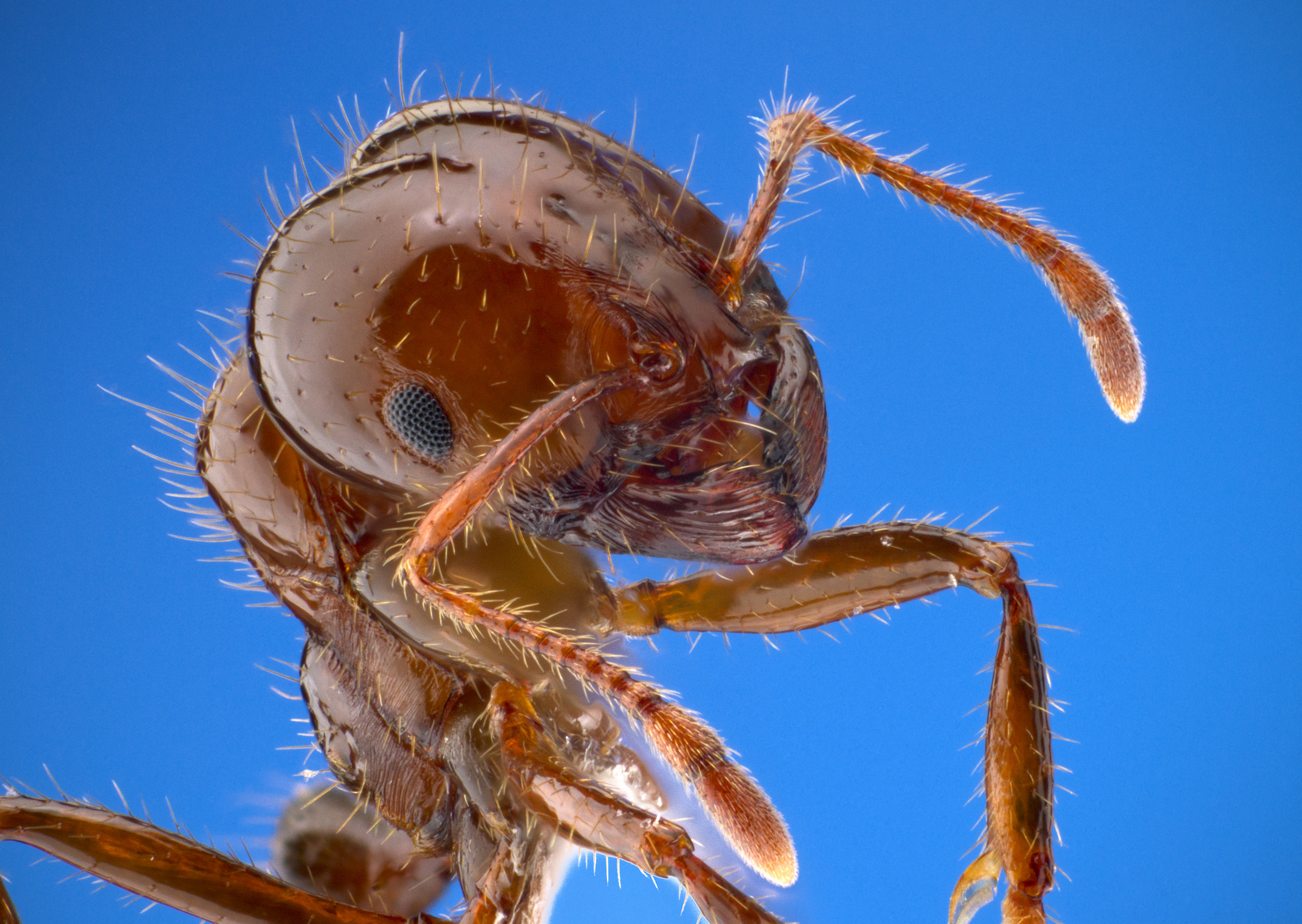
一隻工蟻的面部特寫

入侵紅火蟻的工蟻體型長度約為2.4~6.0 mm。無內骨骼，具外骨骼。透過外骨骼上的氣門進行呼吸，吸入的空氣通過其體內許多微小的管道到達體內各處。牠們的軀體分為頭、胸、腹三部分，擁有三對足及一對觸角。一如其他蟻種，牠們的工蟻和兵蟻全為沒有生育能力的雌蟻，蟻后負責產卵。入侵紅火蟻不能在極為寒冷的環境下生存，在攝氏零下17度的環境下便會死亡。在攻擊人類時，牠們會以大顎抓住並固定目標，然後以腹部末端的螫針注入毒液。每隻火蟻可持續螫刺目標多次。

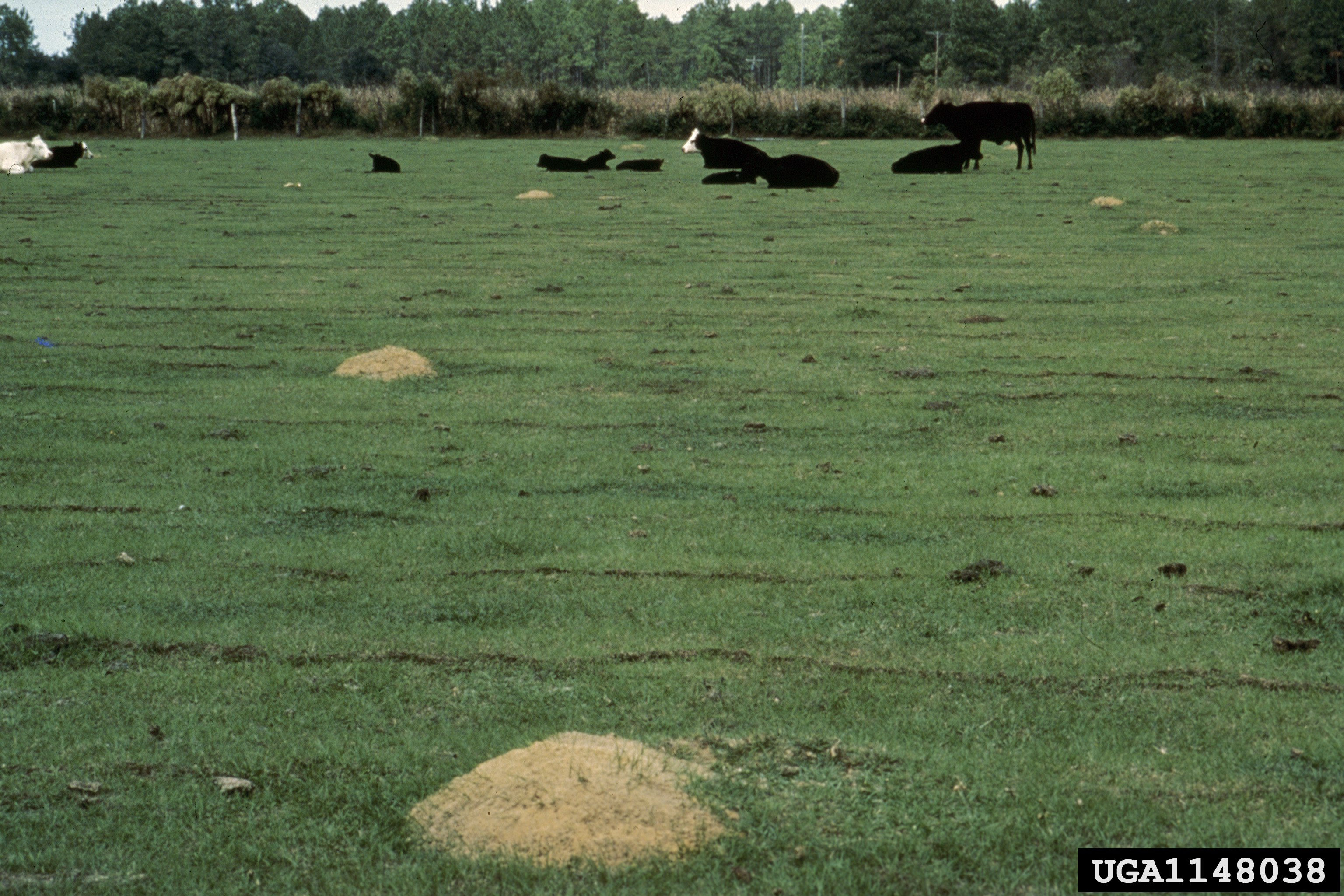
農田上的红火蚁土丘

巢穴密集度可達每英畝200個。在冬季，它們會把巢穴搬到道路或人類的建築面部面部裡過冬。其生存海拔一般在5至145（16至476英尺）之間。其蟻丘約10—60（3.9—23.6英寸）高，46（18英寸）寬，沒有很明顯的入口，呈南北向的橢圓形，保證可曬到早晚的太陽。蟻巢內，工蟻會反覆將蛹移到溫度較高的地區以利孵化。蟻道深度可達6英尺（1.8），蟻巢內群體數量可達10至50萬。

## 分佈

入侵紅火蟻的自然分佈區

入侵紅火蟻原產於南美洲，但並不是所有南美洲國家都有它的蹤跡，尤其是南美洲東西兩側很少有出現入侵紅火蟻。

### 入侵區域
入侵紅火蟻對環境的適應性很強。最常見於潮濕地區，如河邊、湖邊等，但在農田、沙漠、草原上也可以生存。一些人類的建築也可能被其侵蝕，公園等都市地區也有其蹤跡。

### 入侵歷史

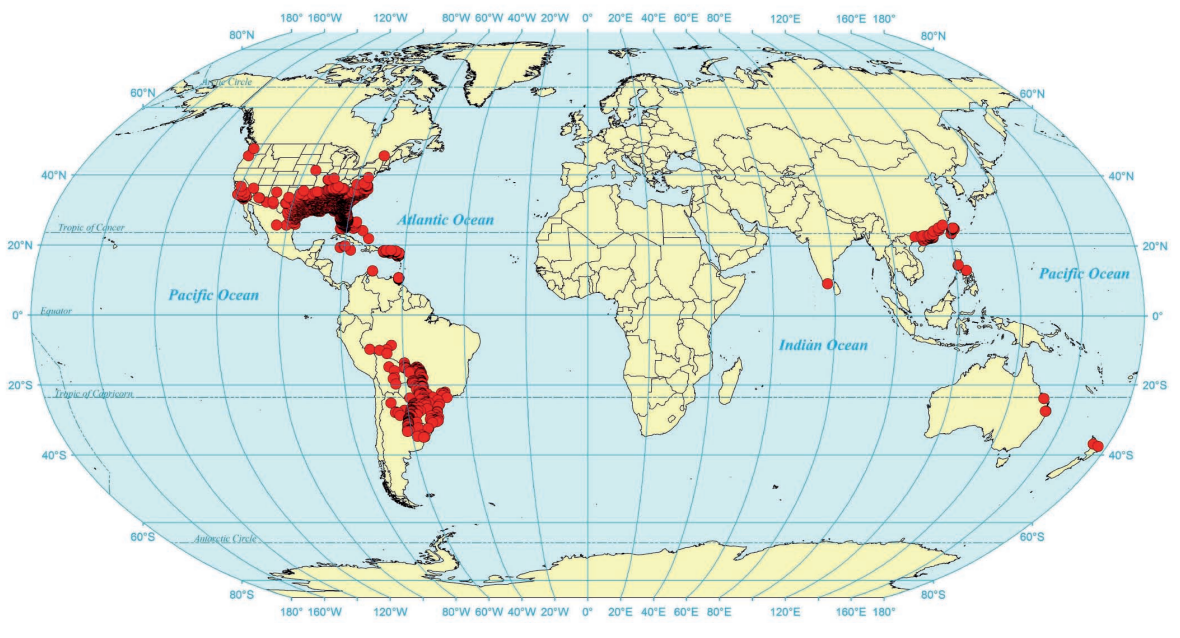
全球分佈區

紅火蟻在1930年代傳入美國南方，1930年代相繼自阿拉巴馬州摩比爾港入侵東南部，1975~1984年間入侵波多黎各，1998年入侵南加州。於2001年透過貨櫃運輸培養土、種苗、草皮和園藝產品等途徑從美國跨越太平洋蔓延至澳洲（首先發現在昆士蘭州布里斯本的漁人島港口）、紐西蘭與日本琉球；於2003年入侵台灣桃園與嘉義（嘉義於2017年8月宣布撲滅），2004~2005年間陸續在中國廣東省（9月首先在吳川市發現）、香港和澳門（2005年初）發現，爾後迅速擴散至2013~2014年為止。
廣東省大部分、广西壮族自治区中部至東南部、福建省南部及西南部、海南省北部已成為普遍發生區域，2016年11月在福建省（廈門市翔安區、大嶝島等）、2017年8月在雲南省（德宏傣族景頗族自治州芒市）等都有發現紅火蟻的蹤跡。
2017年中旬開始於日本尼崎市、神戶港、名古屋港、大阪南港等12個都府縣發現蹤跡，之後韓國釜山港、台灣高雄港開始遭受入侵；2018年韓國仁川港、釜山港、京畿道平澤港、日本大阪港更多港口遭受入侵，2019年日本東京灣的青海碼頭、韓國仁川港以及2020年的日本橫濱港皆陸續淪陷。

## 威脅
入侵紅火蟻除對土棲性動物造成傷害，破壞土壤微棲地外，在危害嚴重的地區常造成蚯蚓被捕食殆盡，導致許多當地螞蟻種類滅絕。一些科學家認為這些螞蟻的滅絕其實是人類反覆挖掘、耕耘土地的结果，入侵紅火蟻反而因適應這種環境而存活；其亦取食農作物的種子、果實、幼芽、嫩莖與根系，影響農作物發育與收成造成經濟極大損失。公共設施或電器相關的設備如電表、變電箱等也遭到入侵紅火蟻的危害，造成電線短路或設施故障。一些體質敏感的人則會因入侵紅火蟻的毒液中的水溶性毒蛋白，而產生過敏性反應，嚴重者甚至會引發過敏性休克而造成死亡。

## 咬傷處理
人類被咬傷後，傷口附近會有極強烈的灼熱和痛癢的感覺，少部分體質過敏者有暈眩昏迷的現象而須送醫急救，一般傷者可就醫後服用抗過敏藥劑及塗抹藥膏治療。傷口初期會形成白色膿包，而後膿包體積擴大變成半透明水泡，水泡勿弄破以免引發感染，約十餘天後水泡會逐漸乾涸脫落。

## 防治對策
目前防治紅火蟻的方法有下列六項：

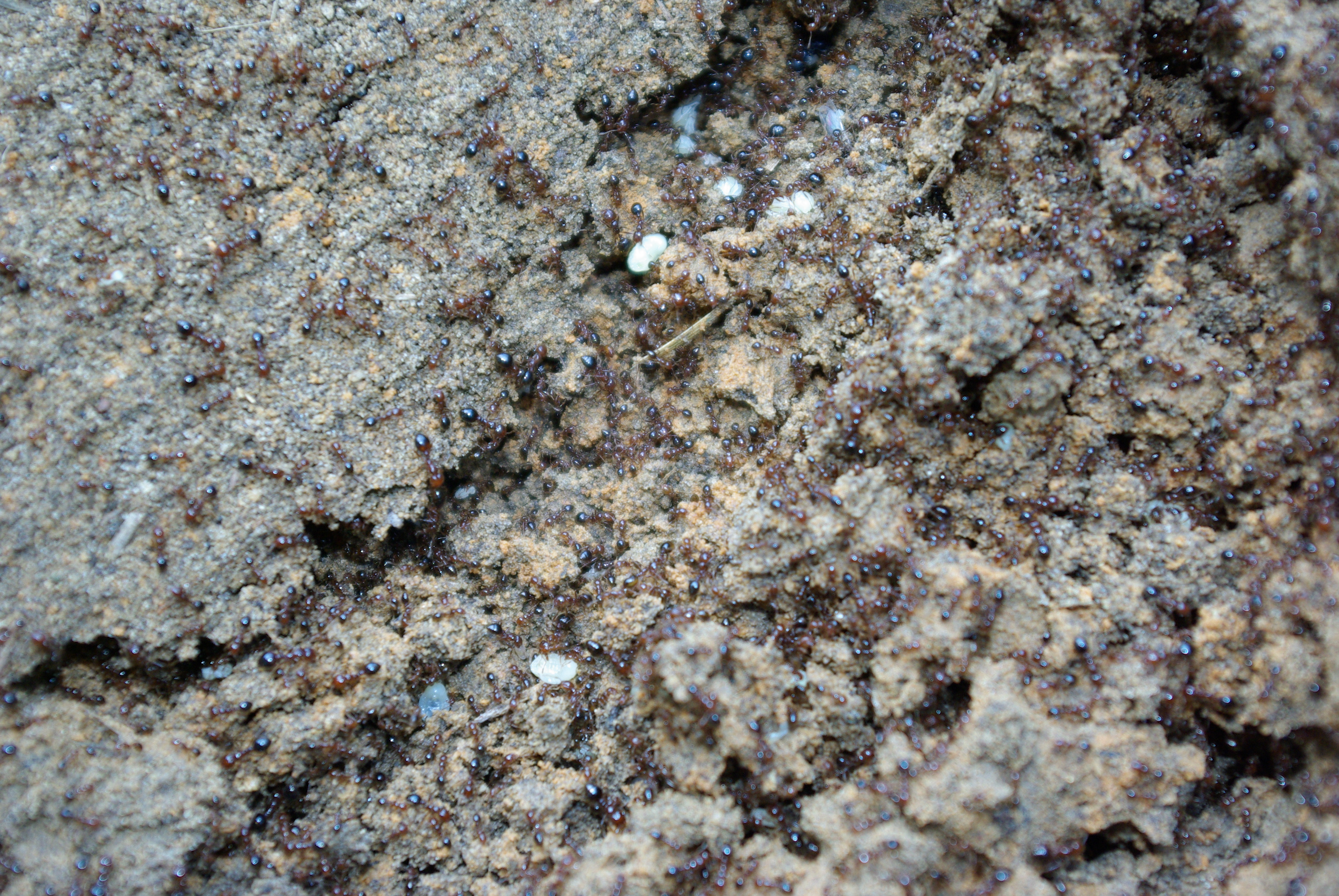
挖開的蟻巢

- 殺蟲劑：灌注蟻丘可快速降低表面火蟻族群，但由於蟻巢結構分散，蟻后於較深處並受到妥善保護，因此火蟻族群終將恢復原有規模。
- 餌劑：在以蟻丘為中心半徑1到10公尺半徑附近「均勻施用」，主要成分為火蟻喜愛之食物，吸引工蟻將藥劑搬回蟻巢，並利用火蟻交哺的習性擴散藥劑。視藥劑種類分為毒殺型、生長調節劑型二種，有效毒殺到巢穴內的蟻后及幼蟲或影響其幾丁質分泌機制，使其無法成蟲。因藥劑種類及濃度低的特性，為大面積火蟻廣泛發生地區及農地防治的最佳方法；但是必須注意其有效期限，投藥溫度最好在地表溫度21到38度（火蟻出來覓食的活躍期）且土壤乾燥的時候，不然會造成餌劑的腐壞，無法引誘覓食。依據台灣長期的防治經驗，防治次數為每年超過4次為佳。
- 引進天敵：目前有兩類生物防治方法被認為具有效控制入侵紅火蟻族群密度的潛力，為來自南美洲紅火蟻原生地的小芽苞真菌和寄生蚤蝇。小芽苞真菌會藉由受感染的工蟻，利用交哺作用感染給蟻后，產卵量降低，而導致蟻巢衰弱。蚤蝇會使真菌在入侵紅火蟻體內（頭、胸部之間）繁殖，而殺死被傳染的蟻。
- 液態氮：是有效而又不會污染環境的方法，液態氮灌進蟻巢後，所有巢內的火蟻會瞬間被凍死，但該方法的成本較高。
- 高溫蒸氣：是把熱氣直接灌入蟻巢裡，可以直接把紅火蟻燙死，灌入後離蟻丘中心灌注點25公分處溫度須達80 ℃，可適用在純有機作物生長栽培地區。
- 漂白水：利用漂白水澆在紅火蟻上或沖灌蟻巢3~5次，但紅火蟻需要數分鐘才會死亡。建議擦拭住家地板等人類活動區域，利用漂白水含氯等會使昆蟲產生忌避性，以避免危害。